# قائمة مقاطعات ولاية نيويورك

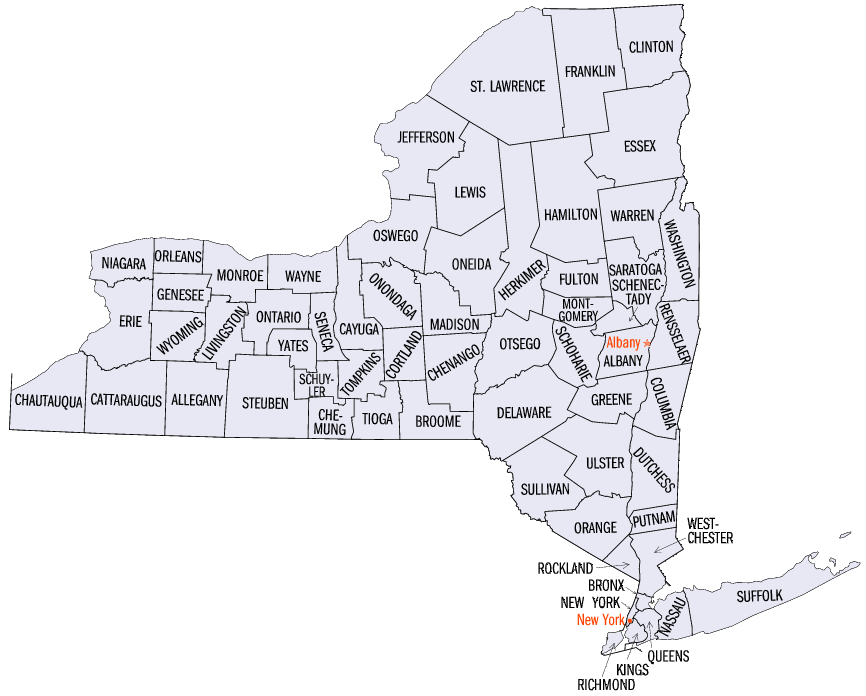
خارطة مقاطعات نيويورك

هذه قائمة مقاطعات ولاية نيويورك الأمريكية:
- مقاطعة ألباني
- مقاطعة ألليغاني
- مقاطعة أوتسيغو
- مقاطعة أورانج
- مقاطعة أورلينز
- مقاطعة أوسويغو
- مقاطعة أولستر
- مقاطعة أونتاريو
- مقاطعة أونونداغا
- مقاطعة أونيدا
- مقاطعة إيري
- مقاطعة إيسيكس
- مقاطعة بروم
- مقاطعة بوتنام
- مقاطعة تشاتاقوا
- مقاطعة تشيمونغ
- مقاطعة تشينانغو
- مقاطعة تومبكينز
- مقاطعة تيوغا
- مقاطعة جيفيرسون
- مقاطعة جينيسي
- مقاطعة دوتشيز
- مقاطعة ديلاوير
- مقاطعة روكلاند
- مقاطعة رينسيلير
- مقاطعة ساراتوغا
- مقاطعة سانت لورنس
- مقاطعة ستوبين
- مقاطعة سوفولك
- مقاطعة سوليفان
- مقاطعة سينيكا
- مقاطعة شوهاري
- مقاطعة شويلر
- مقاطعة شينيكتادي
- مقاطعة غرين
- مقاطعة فرانكلن
- مقاطعة فولتون
- مقاطعة كاتاروغوس
- مقاطعة كايوغا
- مقاطعة كلينتون
- مقاطعة كورتلاند
- مقاطعة كولومبيا
- مقاطعة لويس
- مقاطعة ليفينغستون
- مقاطعة ماديسون
- مقاطعة مونتغومري
- مقاطعة مونرو
- مقاطعة ناسو
- مقاطعة نياغرا
- مقاطعة هاميلتون
- مقاطعة هيركايمر
- مقاطعة وارين
- مقاطعة واشنغطون
- مقاطعة وايومينغ
- مقاطعة ويستتشستر
- مقاطعة وين
- مقاطعة ياتس